# Magnac-lès-Gardes
Magnac-lès-Gardes is een fusiegemeente (commune nouvelle) in het Franse departement Charente (regio Nouvelle-Aquitaine). De plaats maakt deel uit van het arrondissement Angoulême. Magnac-lès-Gardes is op 1 januari 2025 ontstaan door de fusie van de gemeenten Gardes-le-Pontaroux en Magnac-Lavalette-Villars.